# Накладные расходы
Накладные расходы (англ. overhead costs) — затраты, понесенные на организацию, обслуживание производства, реализацию продукции и управление.

## Определение
Ряд экономистов определяют накладные расходы как затраты, понесенные на организацию, обслуживание производства, реализацию продукции и управление.

## Классификация
Затраты, осуществляемые при производстве продукции (работ, услуг), по роли технологического в технологическом процессе подразделяются на:
1. основные расходы (которые возможно однозначно напрямую увязать с процессом изготовления);
2. накладные расходы (напрямую связь которых с процессом изготовления установить сложно, а лишь с управлением производства)[2]:

- общепроизводственные накладные расходы (обеспечивающие работу производственных подразделений, непосредственно участвующих в создании продукции);
- общехозяйственные накладные расходы (обеспечивающие работу и управление предприятия в целом).

## Накладные расходы в Российской Федерации

### Определение
В российском налоговом законодательстве и бухгалтерском учёте накладные расходы не определены. Законодательно даётся определение лишь в сферах строительства, науки и медицины:
- в строительстве накладные расходы — это затраты строительно-монтажных организаций, связанные с созданием общих условий производства, его обслуживанием, организацией и управлением[3]; или расходы, которые связаны с организацией производства и его управлением, а также с обслуживанием производств[4];
- в медицине накладные расходы — это все виды расходов, непосредственно не относящиеся к оказанию медицинских услуг (канцелярские и хозяйственные расходы, амортизация немедицинского оборудования, оплата труда административно-управленческого персонала, расходы на командировки и другие)[5].
- в химической промышленности косвенные (накладные) расходы — расходы, связанные с обеспечением, организацией и управлением производством, относящиеся на затраты объектов учета с помощью специальных методов[6].

### База распределения накладных расходов
Предприятия самостоятельно определяют параметры, пропорционально которым будут распределять накладные расходы. Например, государственные учреждения распределение накладных расходов производят одним из следующих способов: 
- пропорционально прямым затратам по оплате труда;
- материальным затратам;
- иным прямым затратам;
- объему выручки от реализации продукции (работ, услуг);
- иному показателю, характеризующему результаты деятельности учреждения.

Выбор способа калькулирования себестоимости единицы продукции (объема работы, услуги) и базы распределения накладных расходов между объектами калькулирования осуществляется государственным учреждением самостоятельно или органом, осуществляющим функции и полномочия учредителя таким образом, чтобы оптимизировать степень полезности учетных данных для целей управления при допустимом уровне трудоемкости учетных процедур.

### Нормативы накладных расходов
Нормирование накладных расходов законодательно не определено и каждое предприятие самостоятельно устанавливает нормативы, кроме следующих видов деятельности:
- строительные работы (приказ от 4 августа 2020 г. N 421/пр, Госстроя РФ от 18.10.1993 № 12-248, Росстроя от 08.07.2004 № АП-3462/06);
- планово-предупредительные ремонты производственных зданий и сооружений (постановление Госстроя СССР от 29.12.1973 № 279);
- проведение экспертиз безопасности объектов и видов деятельности в области атомной энергетики (приказ Ростехнадзора от 24.03.2014 № 114);
- реставрация, консервация и ремонт памятников истории и культуры (приказ Минкультуры СССР от 25.01.1984 № 35);
- проведение экспертиз культурных ценностей (приказ Минкультуры России от 14.01.2003 № 22);
- производство в химической промышленности (приказ Минпромнауки РФ от 04.01.2003 № 2);
- добыча и обогащение угля и сланца (инструкция, утвержденная Минтопэнерго РФ 25.12.1996);
- проведение санитарно-эпидемиологических экспертиз и оценок (приказ Роспотребнадзора от 17.09.2012 № 907).